# Shirozuella bimaculata
Shirozuella bimaculata – gatunek chrząszcza z rodziny biedronkowatych i podrodziny Coccinellinae. Występuje w Chinach.

## Taksonomia
Gatunek ten opisany został po raz pierwszy w 2000 roku przez Yu Guoyue w książce pod redakcją Shen Xiaochena i Pei Haichao 河南昆虫分类区系研究 第四卷伏牛山南坡及大别山区昆虫 (ang. The Fauna and Taxonomy of Insects in Henan. Vol. 4. Insects of the Mountains Funiu and Dabie Regions). Jako miejsce typowe wskazano Huangshian w Laojielingu w powiecie Xixia  na terenie chińskiej prowincji Henan. Epitet gatunkowy oznacza po łacinie „dwuplama” i nawiązuje do wzoru na pokrywach tego owada.

## Morfologia
Chrząszcz o podługowato-owalnym, słabo wysklepionym ciele długości od 1,7 do 1,9 mm i szerokości od 1,2 do 1,3 mm, z wierzchu porośniętym przerzedzonym owłosieniem. Głowa ma ubarwienie żółte z ciemnobrązowymi głaszczkami szczękowymi. Czoło pokryte jest drobnymi punktami, oddalonymi od siebie na odległość wynoszącą od 2 do 3 ich średnic. Przedplecze jest żółte, punktowane drobniej niż głowa. Trójkątna tarczka ma ciemnobrązowe ubarwienie. Pokrywy są czarniawe z parą wielkich, żółtych plam w tylnej połowie oraz zażółconymi wierzchołkami. Punktowanie pokryw jest większe niż na przedpleczu, bezładne, punkty rozstawione są na odległość wynoszącą od 1 do 2 ich średnic. Spód ciała jest ciemnobrązowy. Przedpiersie i śródpiersie (mezowentryt) są słabo szagrynowane i niewyraźnie punktowane. Odnóża są żółte. Linie udowe na pierwszym widocznym sternicie odwłoka (wentrycie) są kompletne i dochodzą do 2/3 jego długości lub prawie do jego tylnej krawędzi. Genitalia samca mają płat środkowy (ang. penis guide) w widoku brzusznym krótki, przysadzisty, prawie trójkątny, spiczasto zakończony, w widoku bocznym zaś wąski, najszerszy u nasady, stopniowo zwężający się ku lekko zakrzywionemu i zaostrzonemu szczytowi. Smukłe i proste paramery są dłuższe od tegoż płata. Samo prącie jest krótkie i grube. Genitalia samicy mają 3 razy dłuższe niż szerokie i ku tępym szczytom zwężone gonokoksyty z wyraźnymi gonostylikami.

## Rozprzestrzenienie
Owad endemiczny dla Chin, znany z Gansu, Henanu i Shaanxi. Spotykany na wysokości od 1400 do 1650 m n.p.m.